# 134 Sophrosyne
134 Sophrosyne este un asteroid din centura principală, descoperit pe 27 septembrie 1873, de Robert Luther.